# سوپر جام فوتبال جمهوری چک
 سوپر جام فوتبال جمهوری چک (به چکی: Český Superpohár) مسابقه‌ای که سالانه مابین قهرمان لیگ برتر فوتبال جمهوری چک و قهرمان جام حذفی فوتبال جمهوری چک برگزار می‌شود.